# 포계
포계(炮鷄)는 조선의 닭튀김 요리이다. 닭튀김을 식초와 간장 등으로 만든 양념과 곁들여 요리해 상에 올렸다.